# Hellespontus Montes
Hellespontus Montes és una estructura geològica del tipus mons a la superfície de Mart, situada amb el sistema de coordenades planetocèntriques a -38.56 ° de latitud N i 44.72 ° de longitud E. Fa 711.46 km de diàmetre. El nom va ser fet oficial per la UAI l'any 1973 i pren el nom d'una característica d'albedo.